# Kabeli (Tamor)
Der Kabeli (Nepali काबेली) ist ein etwa 59 km langer linker Nebenfluss des Tamor im äußersten Osten Nepals. 

## Verlauf
Der Kabeli entspringt an der Westflanke des Kangla Kang (5562 m) auf einer Höhe von etwa 4300 m. Sein Oberlauf liegt im Gemeindegebiet des Village Development Committee (VDC) Yamphudin. Der Kabeli fließt anfangs nach Westen, wendet sich dann nach Südwesten und nach der Einmündung des Inwa Khola erneut nach Westen. Er bildet im Unterlauf die Distriktgrenze zwischen Taplejung und Panchthar.
Der Kabeli mündet schließlich 7,7 km südlich der Stadt Taplejung in den Tamor. 2,5 km oberhalb der Mündung überquert die Fernstraße Mechi Rajmarg, welche die Distrikthauptstädte Phidim und Taplejung miteinander verbindet, den Fluss.
Der Kabeli entwässert ein Areal von etwa 900 km².
Der mittlere Abfluss beträgt 5,6 km oberhalb der Mündung 61,4 m³/s. Der geringste monatliche Abfluss liegt bei 8,63 m³/s im Februar, während der höchste monatliche Abfluss im August 181,71 m³/s erreicht.
Wichtige Nebenflüsse des Kabeli sind Tawa Khola, Phawa Khola und Inwa Khola. Es kommt im Einzugsgebiet des Kabeli immer wieder zu Erdrutschen.

## Flussfauna
Es sind 31 Fischarten im Kabeli bekannt.
Gebirgswelse der Gattung Glyptothorax
gelten als die wichtigsten Speisefische im Kabeli. Zu den
Wanderfischen, die weitere Strecken zurücklegen, gehört der Teufelswels Bagarius yarrelli sowie die Karpfenfische Tor putitora  („Golden Mahseer“) und Tor tor.
Karpfenfische, die über kürzere Strecken ziehen, sind Schizothorax richardsoni aus der Gattung Schizothorax sowie Neolissochilus hexagonolepis.
Weitere Wanderfische kommen nur in der Monsunzeit in den Monaten Juni–Oktober während des Laichens im Fluss vor.

## Wasserkraftnutzung
Das Wasserkraftwerk Kabeli B-1 mit 25 MW Leistung befindet sich an der Einmündung des Inwa Khola.
Es gibt Planungen für das Wasserkraftprojekt Kabeli A am Unterlauf des Kabeli unterhalb der Einmündung des Phawa Khola. Das Projekt sieht einen 14,3 m hohen und 60 m langen Damm mit einem 335.000 m³ großen Staubecken vor. Die Lage des Damms wäre 5,6 km oberhalb der Flussmündung. Ein 4327 m langer Tunnel mit einem Durchmesser von 5,65 m würde das Flusswasser nach Süden zum oberirdischen Wasserkraftwerk leiten, welches 15 km flussabwärts am Ufer des Tamor liegen würde. Die geplante Kraftwerksleistung liegt bei 37,6 MW bei einem Ausbauzufluss von 37,73 m³/s. Es ist geplant, während der Trockenzeit nur während der Spitzenzeiten das Kraftwerk hochzufahren.